# 보호경찰

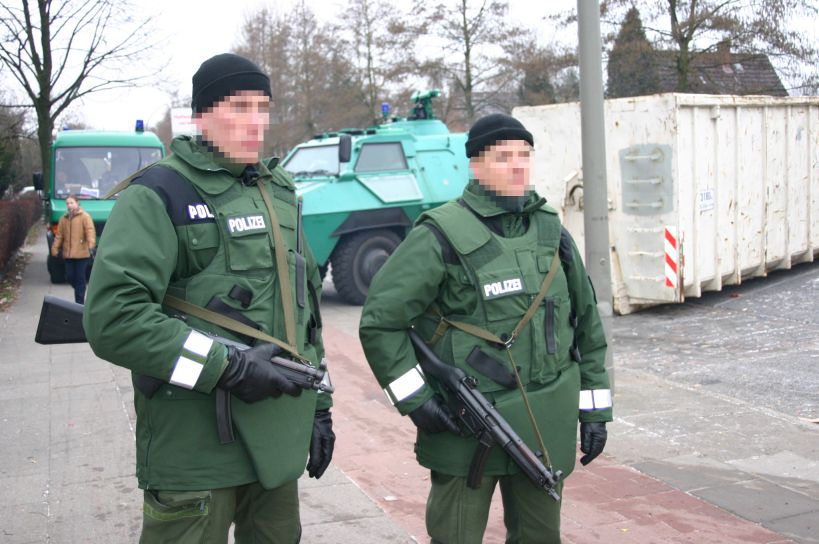

보호경찰(독일어: Schutzpolizei 슈츠폴리차이[ˌʃʊt͡spoliˈt͡saɪ][*])은 독일의 지방경찰의 하위 부서다. 약자로 슈포(독일어: Schupo  [ˈʃuːpo][*])라고 한다.
보호경찰은 24시간 근무하며 관할 지역에서 각종 순찰, 공공안전, 범죄예방, 범죄기소, 교통통제 등의 업무를 수행한다. 다른 나라에서도 그렇듯, 독일에서도 사건이 발생하면 그것이 살인 같은 강력사건이든 교통사고 같은 경미한 것이든 간에 제복경찰인 보호경찰이 사건 현장에 가장 먼저 출동한다. 향후 사건이 형사경찰의 사법경찰관들에게 넘어간다 하더라도 초기 현장 정리는 이들이 수행한다.